# Identidad política
La identidad política  es una forma de identidad social que marca la pertenencia a ciertos grupos que tengan en común una lucha por alguna forma de poder. Esta puede incluir una identificación con un partido político, pero también se aplica a las tomas de posición relativas a cuestiones políticas específicas, a las posiciones en relación con el nacionalismo, a las relaciones interétnicas o a los ejes ideológicos más abstractos.
Las identidades políticas se desarrollan en las personas y cambian con el tiempo. Como tal, muchas investigaciones se han interesado por la influencia de los padres en la identificación política de los individuos. Además de esta socialización política por parte de la familia, la influencia sobre estos tipos de identidad de factores personales, tales como la genética o ciertos rasgos de la personalidad, también han sido objeto de mucho debate. 
A lo largo de sus vidas, algunos individuos son llevados a adoptar determinadas trayectorias políticas y, en ocasiones, a cambiar de identificación política. La militancia y la radicalización son dos formas y expresiones que pueden tomar las identidades políticas. Aparte de las influencias familiares y personales, algunos factores más generales también pueden repercutir en la identidad política de un individuo. De hecho, todas las personas se insertan en un contexto histórico, una cultura, un sistema político, una generación que no dejan de influir en la forma como percibe la política.
Sobre la base de una serie de comportamientos, las identidades políticas tienen muchas implicaciones, tales como la movilización colectiva de un carácter político o incluso el comportamiento del voto.

## Definición
Con la publicación de la obra fundamental en la psicología política, The American Voter, la identidad política y, en particular, la identidad partidaria ha sido descrita en términos de lazos afectivos hacia determinados grupos sociales; sin embargo, pueden identificarse varias definiciones de «identidad política» provenientes tanto de las ciencias políticas como de la psicología. La literatura parece estar de acuerdo sobre la idea de que la identidad política es una forma de identidad social que marca la pertenencia a ciertos grupos que tienen en común una lucha por alguna forma de poder. Tal definición puede abarcar una identificación con un partido político, pero concierne igualmente los posicionamientos relativos a cuestiones políticas específicas, las posiciones con respecto al nacionalismo, a las relaciones interétnicas o a los ejes ideológicos más abstractos.
En cuanto a la psicología política, la aparición de teorías relativas a la identidad social en el transcurso de los años 1970 han permitido una reinterpretación de la identidad política en términos del apego a grupos sociales. Como tal, el surgimiento de este nuevo marco teórico ha llevado a una mejor capacidad de predicción con respecto a las actitudes y los comportamientos políticos de los individuos
Uno de los principales aportes de este enfoque teórico fue indicar la posibilidad de que cada persona esté conectada a varios grupos en todo momento. Entonces, las circunstancias del momento determinan la categoría que es retenida por el individuo para interpretar su entorno. En este contexto, la identidad política es, a su vez, una forma posible de identidad social entre otras.

## Desarrollo de la identidad política

### Sociabilización

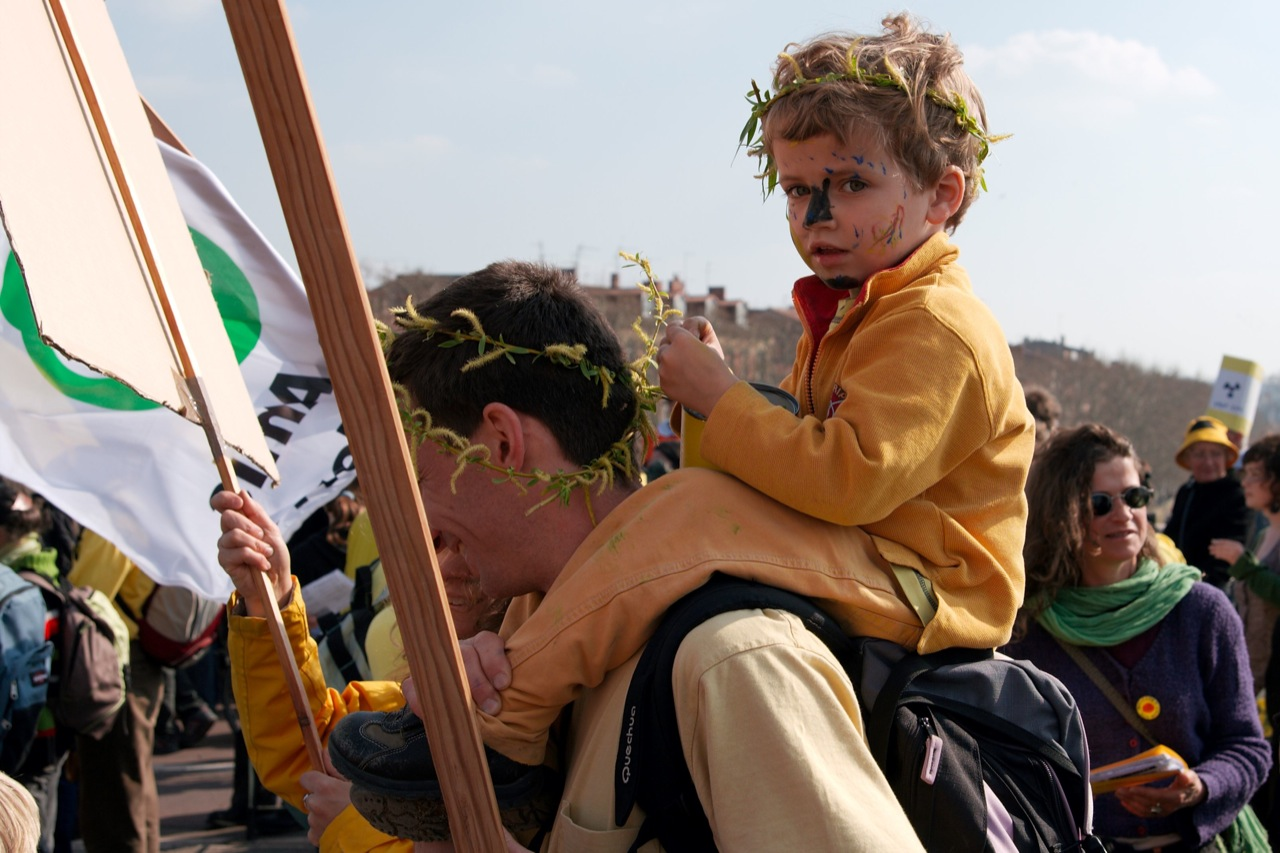
El nivel de politización de los padres ejerce una influencia consecuente sobre la transmisión de la identidad política a los hijos.

A pesar de que las actitudes políticas demuestran una notable estabilidad a lo largo de la vida, la adquisición de orientaciones políticas durante los primeros años de vida son de una importancia fundamental para determinar las posiciones que serán mantenidas a partir de entonces.
En cuanto a las orientaciones partidarias, la dirección de la identificación a un partido se desarrolla durante el período previo a la edad adulta. Esta forma de identificación es el factor más poderoso para predecir las intenciones de voto y las posiciones sobre las cuestiones políticas más precisas. La fuerza de la identificación partidaria, a su vez, se acentúa con la edad, conforme el individuo adquiere experiencia en relación con el sistema electoral.
Durante mucho tiempo, la transmisión parental ha sido considerada un elemento central en la conformación de la identidad política de sus hijos. Se consideró que «un hombre nace en su partido político al igual que nace en su probable futura adhesión a la religión de sus padres»; sin embargo, las investigaciones más recientes indican que la semejanza de las posiciones políticas entre padres e hijos decrece durante los primeros años de la edad adulta de estos últimos, lo que significa que, en ese momento, las preferencias políticas de los hijos desempeñan un rol más importante en relación con su identificación partidaria.
A pesar de todo, las familias difieren considerablemente en su capacidad de transmitir sus posiciones políticas a su descendencia. Las variaciones en la forma de relaciones tampoco parecen influir en la calidad de esta transmisión. En cambio, parece que los padres que tiene más éxito en la transmisión de sus ideas políticas son aquellos que estén más politizados y que tengan posiciones políticas más estables, debido a que son más capaces de comunicar con claridad sus posiciones políticas.
La transmisión de la identidad política entre padres e hijos se lleva a cabo en el contexto de un juego de influencias recíprocas, que no solo permite a los padres influir en sus hijos, sino también a los hijos influir en sus padres. De hecho, parece que los hijos también son capaces de orientar las posiciones políticas de sus padres en algunas ocasiones, sobre todo, cuando introducen actitudes más «modernas» en la familia.
La tradición de investigación sobre la transmisión parental fue inicialmente desarrollada en una época en que las familias biparentales eran más frecuentes que en la actualidad. Por tanto, es muy probable que un cambio en los patrones de transmisión familiares aparezcan en los próximos estudios que tengan en cuenta que los padres divorciados presentan más desacuerdos políticos.

### Factores individuales relacionados con la identidad política
El vínculo entre la personalidad y la identidad política constituye un tema delicado que puede ser colocado en los debates que tratan de distinguir entre la influencia de los rasgos de personalidad en la política y la influencia del contexto, así como los debates sobre los factores personales que influyen en el campo político. No obstante, según algunos autores, la personalidad se convertiría en un factor particularmente importante en las situaciones en que el poder esté concentrado, cuando las instituciones estén en conflicto o cuando tengan lugar grandes cambios.
En cuanto a las medidas de la personalidad, pueden ser adoptados dos métodos principales: la evaluación directa a través de cuestionarios de personalidad o evaluaciones indirectas producidas por terceros. En todo caso, la variable más estudiada en esta área es el autoritarismo, que puede ser definido como el conjunto de creencias con respecto al poder, la moral y el orden social. Estas variables son medidas por medio del cuestionario de Altemeyer sobre el Right Wing Authoritarianism (RWA).
Por otra parte, algunos investigadores también han tratado de evaluar los factores genéticos que influirían en el comportamiento político. Siguiendo esta lógica, dado que los rasgos de personalidad tienen una influencia en la identidad política y que los genes afectan a su vez a los rasgos de la personalidad, la genética debería tener un impacto indirecto sobre el comportamiento político. Para determinar la naturaleza de esta relación, los estudios centrados en la comparación entre gemelos dicigóticos y monocigóticos indican que la genética determina en parte la intensidad del compromiso político, pero no la dirección de la orientación política. Estos resultados se explicarían por el hecho de que la inclinación a la afiliación a grupos está en sí misma en parte determinada por elementos genéticos. 
Así pues, la relación entre la genética y el comportamiento político todavía está lejos de ser clara y un intenso debate sobre este asunto sigue en marcha. En cualquier caso, las investigaciones futuras deberán lograr conciliar los resultados de los estudios genéticos con aquellos de los estudios centrados en el aprendizaje social.

### Acción política

#### Militancia
Muchos autores consideran que el interés por la política y los conocimientos en esta área son extremadamente bajos en la sociedad en general. Las investigaciones se han centrado en las razones que permitan explicar por qué algunos ciudadanos se unen a grupos políticos con miras a influenciar en el poder.

### Libros
- Azzi, Assaad; Chryssochoou, Xenia; Klandermans, Bert; Simon, Bernd (2011). Identity and Participation in Culturally Diverse Societies: A Multidisciplinary Perspective (en inglés). Oxford: Wiley-Blackwell. pp. 178-194. Consultado el 11 de junio de 2012. (requiere registro).
- Mackenzie, William James Millar (1978). Political Identity (en inglés). Nueva York: St. Martin's Press. Consultado el 11 de junio de 2012. (requiere registro).
- Miller, W.E.; Shanks, J.M. (1996). The New American Voter (en inglés). Cambridge: Harvard University Press. Consultado el 11 de junio de 2012. (requiere registro).
- Noël, A.; Thérien, J-P (2010). La gauche et la droite, un débat sans frontières (en francés). Montreal: PUM.

### Artículos
- Azzi, Assaad Elia (1998). «Questions Approfondies de Psychologie Sociale: Les mécanismes psychologiques du nationalisme». Association Minkowski (en francés). Archivado desde el original el 17 de enero de 2005. Consultado el 11 de junio de 2012.
- Licata, Laurent; Klein, Olivier; Gely, Raphaël (2007). «Mémoire des conflits, conflits de mémoires: une approche psychosociale et philosophique du rôle de la mémoire collective dans les processus de réconciliation intergroupe». Social Science Information (en francés) 46 (4): 563-589. Consultado el 11 de junio de 2012. (enlace roto disponible en Internet Archive; véase el historial, la primera versión y la última).
- Smith, Rogers M. (2004). «Identities, Interests and the Future of Political Science». Perspectives on Politics (en inglés) 2 (2): 301-312. Archivado desde el original el 11 de febrero de 2009. Consultado el 11 de junio de 2012.

- Datos: Q3147836